# Morada (canção)
"Morada" é uma canção gravada pela cantora e compositora brasileira Sandy, contida em seu segundo álbum de estúdio, Sim (2013). A canção foi lançada como terceiro single do álbum em fevereiro de 2014. "Morada" é uma balada folk com um dedilhado de violão e violoncelo e foi composta por Sandy em parceria com o músico Lucas Lima e a escritora Tati Bernardi.

## Recepção
Mauro Ferreira, do Notas Musicais, considerou "Morada" como a música "mais bonita" do álbum Sim. Thyago Furtado, da Quem, disse que a canção possui um arranjo "simples" mas "sofisticado".

## Lançamento e divulgação
"Morada" foi lançada como single em fevereiro de 2014, juntamente com a telenovela Em Família, da Rede Globo. A canção foi incluída na trilha sonora da telenovela e acabou sendo promovida como single por esse motivo. "Morada" foi o único single do álbum Sim a não receber um videoclipe. Para promovê-la, Sandy se apresentou em diversos programas de televisão, incluindo Caldeirão do Huck, The Noite, Altas Horas, Legendários e Programa do Jô. Em 2018, a canção foi incluída na trilha sonora da telenovela Orgulho e Paixão, da Rede Globo, como tema do casal Luccino e Otávio.

## Desempenho nas tabelas musicais
| Tabela musical (2014)                     | Melhor posição |
| ----------------------------------------- | -------------- |
| Brasil (Billboard Brasil Hot 100 Airplay) | 51             |
| Brasil (Billboard Hot Regional São Paulo) | 10             |